# スネアリング川
スネアリング川（スネアリングがわ、Snaring River）とは、北アメリカ大陸の北西部のカナディアンロッキーに存在する、河川の1つである。この川は、同地域を流れるアサバスカ川の主要な支流の1つとして知られている。

## 概要
スネアリング川は、カナディアンロッキーに存在する河川としては中庸な規模の河川である。この川は、カナダのアルバータ州に存在するジャスパー国立公園の中の北西部、カナダのブリティッシュコロンビア州との州境に近い場所を源流としている。なお、この源流部の河川水は、主に周辺の山々

からの雪解け水によって供給されている。また、この付近にある小さな湖であるハービー湖（Harvey Lake）の水も、スネアリング川に流れ込んでいる

。
そして、そこから同国立公園内をおおむね東南東の方向に流れて、アサバスカ川へと合流している。この川の「スネアリング（Snaring）」、すなわち「罠（スネアトラップ）をしかける」という名称は、この地域に住んでいた先住民（現在のカナダではファースト・ネーションと呼ばれる人々）の部族が、動物を捕えるための罠（スネアトラップ）をしかけていたことに由来したものである

。

## 周辺の施設
スネアリング川の流域にある施設としては、イエローヘッド高速道路が通っている付近に存在するキャンプ場が挙げられる。